# بی‌شرم (مجموعه تلویزیونی آمریکایی)
بی‌شرم (به انگلیسی: Shameless) نام سریال کمدی-درام، کمدی سیاه آمریکایی می‌باشد که از شبکه شوتایم پخش می‌شود. این مجموعه از روی مجموعه‌ای بریتانیایی با همین نام ساخته شده‌است. داستان این مجموعه در شیکاگو و در محله‌ای با نام کاناری‌ویل اتفاق می‌افتد و فیلمبرداری آن در ساوت لاندل و بربنک، کالیفرنیا در استودیوی وارنر بروز انجام شده‌است. پخش این سریال از ۹ ژانویه ۲۰۱۱ آغاز گردیده‌است. فیلم‌برداری فصل دوم از ۵ ژوئیه و پخش آن از ۸ ژانویه ۲۰۱۲ آغاز شد.
و در نهایت پخش این سریال در تاریخ ۱۱ آوریل ۲۰۲۱ به اتمام رسید.

## معرفی
این سریال داستان خانواده‌ای از طبقه کارگر آمریکایی را به تصویر می‌کشد. فرانک گلکر که صاحب ۶ فرزند است، عموماً دائم‌الخمر است و فرزندانش را به امان خدا رها کرده‌است. در این سریال تلاش شده تا نشان دهد چگونه اعتیاد به الکل می‌تواند یک خانواده را تحت تأثیر قرار دهد. پل ابوت، خالق این اثر می‌گوید: این فیلم نام من ارل است و روزنا نیست.. این داستان قشرهای کم درآمد نیست. این داستان یقه آبیها نیست؛ آنها اصلاً یقه ندارند.

## بازیگران
- ویلیام اچ میسی (William H. Macy) در نقش فرانک گلگر (Frank Gallagher)
- امی رسوم (Emmy Rossum) در نقش فیونا گلگر (Fiona Gallagher) (فصل 9-1)
- جاستین چتوین (Justin Chatwin) در نقش استیو ویلتون / جیمی لیشمن (Steve Wilton / Jimmy Lishman) (فصل 3-1 ، فصل 4 : مهمان ، فصل 5 : تکرار)
- شانولا همتون (Shanola Hampton) در نقش ورونیکا"وی" فیشر (Veronica "V" Fisher)
- استیو هووی (Steve Howey) در نقش کوین"کِو" بال (Kevin "Kev" Ball)
- جرملی آلن وایت (Jeremy Allen White) در نقش فلیپ"لیپ" گلگر (Philip "Lip" Gallagher)
- کامرون مانهن (Cameron Monaghan) در نقش ایان گلگر (Ian Gallagher)
- اتان کوتکوسکی (Ethan Cutkosky) در نقش کارل گلگر (Carl Gallagher)
- اما کنی (Emma Kenney) در نقش دبی گلگر (Debbie Gallagher)
- نول فیشر (Noel Fisher) در نقش میکی میلکوویچ (Mickey Milkovich) (فصل 5-3 و 11-10 ، فصل 2-1 و 7 : تکرار ، فصل 6 و 9 : مهمان)
- جون کیوسک (Joan Cusack) در نقش شیلا جکسون (Sheila Jackson) (فصل 5-1)
- لورا اسلید ویگینز (Laura Slade Wiggins) در نقش کارن جکسون (Karen Jackson) (فصل 2-1 ، فصل 3 : تکرار)
- امیلی برگل (Emily Bergl) در نقش سامانتا"سمی" اسلات (Sammi Slott) (فصل 5 ، فصل 4 : تکرار)
- زک مک گاون (Zach McGowan) در نقش جودی سیلورمن (Jody Silverman) (فصل 3 ، فصل 2 : تکرار)
- اما گرینول (Emma Greenwell) در نقش مندی میلکوویچ (Mandy Milkovich) (فصل 4-3 ، فصل 2 : تکرار ، فصل 6-5 : مهمان) (جین لوی (Jane Levy) در فصل 1)
- اسیدورا گورشتر (Isidora Goreshter) در نقش سوتلانا (Svetlana Yevgenivna) (فصل 8-7 ، فصل 3 : مهمان ، فصل 6-4 : تکرار)
- جک مک دورمن (Jake McDorman) در نقش مایک پرت (Mike Pratt) (فصل 4 ، فصل 3 : تکرار)

## فهرست فصل ها
| فصل | قسمت‌ها | قسمت‌ها | تاریخ اصلی روی آنتن رفتن | تاریخ اصلی روی آنتن رفتن |
| فصل | قسمت‌ها | قسمت‌ها | اولین بار                | آخرین بار                |
| --- | ------ | ------ | ------------------------ | ------------------------ |
| ۱   | ۱۲     | ۱۲     | ۹ ژانویه ۲۰۱۱            | ۲۷ مارس ۲۰۱۱             |
| ۲   | ۱۲     | ۱۲     | ۸ ژانویه ۲۰۱۲            | ۱ آوریل ۲۰۱۲             |
| ۳   | ۱۲     | ۱۲     | ۱۳ ژانویه ۲۰۱۳           | ۷ آوریل ۲۰۱۳             |
| ۴   | ۱۲     | ۱۲     | ۱۲ ژانویه ۲۰۱۴           | ۶ آوریل ۲۰۱۴             |
| ۵   | ۱۲     | ۱۲     | ۱۱ ژانویه ۲۰۱۵           | ۵ آوریل ۲۰۱۵             |
| ۶   | ۱۲     | ۱۲     | ۱۰ ژانویه ۲۰۱۶           | ۳ آوریل ۲۰۱۶             |
| ۷   | ۱۲     | ۱۲     | ۲ اکتبر ۲۰۱۶             | ۱۸ دسامبر ۲۰۱۶           |
| ۸   | ۱۲     | ۱۲     | ۵ نوامبر ۲۰۱۷            | ۲۸ ژانویه ۲۰۱۸           |
| ۹   | ۱۴     | ۷      | ۹ سپتامبر ۲۰۱۸           | ۲۱ اکتبر ۲۰۱۸            |
| ۹   | ۱۴     | ۷      | ۲۰ ژانویه ۲۰۱۹           | ۱۰ مارس ۲۰۱۹             |
| ۱۰  | ۱۲     | ۱۲     | ۱۰ نوامبر ۲۰۱۹           | ۲۶ ژانویه ۲۰۲۰           |
| ۱۱  | ۱۲     | ۱۲     | ۶ دسامبر ۲۰۲۰            | ۱۱ آوریل ۲۰۲۱            |